# Gransjön (Asa socken, Småland)
Gransjön är en sjö i Växjö kommun i Småland och ingår i Mörrumsåns huvudavrinningsområde.